# Брусилов, Алексей Алексеевич
Алексе́й Алексе́евич Бруси́лов (19 [31] августа 1853, Тифлис — 17 марта 1926, Москва) — русский и советский военачальник и военный педагог, генерал от кавалерии (с 6 декабря 1912), генерал-адъютант (с 10 апреля 1915). Верховный главнокомандующий Русской императорской армии (22 мая — 19 июля 1917), главный инспектор кавалерии Красной армии (1923).

## Биография

### Происхождение
Происходит из дворянского рода Брусиловых. Е. В. Пчелов отмечает, что род Брусиловых был хотя и старинным, но не слишком знатным. В гербе Брусиловых, внесенном в седьмую часть «Общего гербовника дворянских родов Всероссийской империи», отмечаются польское заимствование и ярко выраженная военная символика (палатка и башни), что говорит о том, что предки Брусилова находились на военной службе.
Хотя первый представитель рода Брусиловых упоминается в источниках уже в конце XV в., Е. В. Пчелов нашёл более или менее определенные данные о предках А. А. Брусилова лишь в середине XVII в. Среди них не только военные, но и высокие гражданские чины: вице-губернаторы и губернаторы Полтавской, Виленской и Вологодской губерний.
Алексей Алексеевич родился 31 августа 1853 года в Тифлисе в семье генерал-майора Алексея Николаевича Брусилова (1787—1859). Мать — Мария-Луиза Антоновна, была полькой и происходила из семьи коллежского асессора А. Нестоемского.

### Образование
27 июня 1867 года поступил в Пажеский корпус. Об учёбе Брусилова данных мало, но известно, что в пятом классе его результаты ухудшились, возникла угроза остаться на второй год, после чего кадет взял годовой отпуск и уехал на Кавказ к дяде. По возвращении он успешно сдал экзамены и за пятый, и за шестой класс.
Окончил корпус 29 июля 1872 года, был выпущен в 16-й драгунский Тверской полк. В 1873—1878 годах — адъютант полка. Участник Русско-турецкой войны 1877—1878 годов на Кавказе. Отличился при взятии турецких крепостей Ардаган и Карс, за что получил орден Святого Станислава 3-й и 2-й степеней и орден Святой Анны 3-й степени. В 1879—1881 годах был командиром эскадрона, начальником полковой учебной команды.
В эти годы начали проявляться полководческие задатки Брусилова. Развитие технических средств боя и, в частности, скорострельного автоматического оружия, позволило отказаться от наступления плотными колоннами и избежать чрезмерных потерь. А. А. Брусилов раньше других понял важность позиционного боя, новых приёмов использования артиллерии, использования средств связи для оперативного управления войсками и организации тыла. Эти и другие навыки он затем использовал в сражениях Первой мировой войны.

### Начало службы
В 1881 году прибыл для прохождения службы в Санкт-Петербург. В 1883 году окончил курс наук отдела эскадронных и сотенных командиров по разряду «отличных». С 1883 года служил в Офицерской кавалерийской школе: адъютант; с 1890 года — помощник начальника отдела верховой езды и выездки; с 1891 года — начальник отдела эскадронных и сотенных командиров; с 1893 года — начальник драгунского отдела. С 10 ноября 1898 года — помощник начальника, с 10 февраля 1902 года — начальник школы. Брусилов стал известен не только в России, но и за границей как выдающийся знаток кавалерийских езды и спорта. Служивший в школе под его началом перед русско-японской войной К. Маннергейм вспоминал:

Он был внимательным, строгим, требовательным к подчинённым руководителем и давал очень хорошие знания. Его военные игры и учения на местности по своим разработкам и исполнению были образцовыми и донельзя интересными.

Большое внимание уделял практическим занятиям верховой ездой в Поставской школе парфорсной охоты: суть упражнения состояла в имитации охоты за зверем (или в настоящей охоте за оленями с собаками) на особо сложных участках местности, чтобы приучить кавалеристов держаться в седле в самых сложных условиях. Новый метод подготовки кавалеристов получил распространение во всей русской кавалерии. Для А. А. Брусилова-педагога было характерно сочетание требовательности с необычайной деликатностью в отношениях с подчинёнными.

### Военачальник
Благодаря протекции великого князя Николая Николаевича был назначен 19 апреля 1906 года начальником 2-й гвардейской кавалерийской дивизии. В том же году он был произведён в генерал-лейтенанты, проявив себя как деятельный и эффективный руководитель. Он изменил порядок занятий подчиненных, сократив время на обучение в манеже и сделав акцент на полевой езде, стрелковой и физической подготовке. В каждом эскадроне были созданы группы лыжников, в частях были организованы группы чтения для развития кругозора нижних чинов.
Пережив смерть первой жены, испытывая трудности в общении с сыном Алексеем, генерал Брусилов принял решение покинуть столичную гвардию и вернуться в войска. С 5 января 1909 года — командир 14-го армейского корпуса в Варшавском военном округе. Найдя низкой тактическую подготовку, Брусилов взялся за проведение военных игр и учений, чтобы научить офицеров маневрировать войсками, правильно применять артиллерию и кавалерию в бою, развивать организацию управления и связь, организовывать сторожевое охранение, вести разведку, повышать боеготовность частей и т. д. Генерал продолжал уделять внимание солдатскому быту — посещал казармы, интересовался тем, как бойцам готовят пищу.
В 1910 г. 56-летний вдовец-генерал сделал предложение землячке, уроженке Тифлиса Надежде Желиховской, которую он знал с 12 лет и которой к тому времени было 45 лет. Надежда Владимировна как горячая патриотка во время Русско-японской войны прославилась благотворительностью, которую она организовывала через журнал «Братская помощь». Через него генерал и выяснил адрес своей избранницы, принесшей ему «в приданое полный сундук солдатских писем». Брак оказался очень гармоничным, а благотворительная деятельность Н. В. Брусиловой достигла ещё больших масштабов в период Первой мировой войны.
С 15 мая 1912 года генерал получил повышение, став помощником командующего войсками Варшавского военного округа. Однако все важнейшие посты в высшей варшавской администрации занимали немцы, которые не дали Брусилову реализовать его инициативы по совершенствованию войск. Чтобы избежать интриг и конфликтов, генерал от кавалерии Брусилов был вынужден попросить о переводе на новое место службы и с 15 августа 1913 года он — командир 12-го армейского корпуса в Киевском военном округе.
Серьёзно занимался оккультизмом, подчёркивая постоянно при этом «свои чисто русские, православные убеждения и верования».

### Первая мировая война

#### Бои в Галиции

Генерал А. А. Брусилов — главнокомандующий войсками Юго-Западного фронта (1916)

В день объявления Германией войны России, 1 августа 1914 года, А. А. Брусилов был назначен командующим 8-й армией, которая уже через несколько дней приняла участие в Галицийской битве. 15—16 августа 1914 года армия нанесла в ходе Рогатинских боёв поражение 2-й австро-венгерской армии, взяв в плен 20 тысяч человек и 70 орудий. 20 августа взят Галич. 8-я армия принимает активное участие в боях у Равы-Русской и в Городокском сражении. В сентябре 1914 года командовал группой войск из 8-й и 3-й армий. 28 сентября — 11 октября его армия выдержала контратаку 2-й и 3-й австро-венгерских армий в боях на реке Сан и у города Стрый. В ходе успешно завершившихся боёв взято в плен 15 тысяч вражеских солдат, и в конце октября 1914 года его армия вступила в предгорья Карпат.

12-й кавалерийской дивизии — умереть. Умирать не сразу, а до вечера.
— Приказ А. А. Брусилова начдиву А. М. Каледину (29 августа 1914 г.)
В начале ноября 1914 года, оттеснив войска 3-й австро-венгерской армии с позиций на Бескидском хребте Карпат, занял стратегический Лупковский перевал. В Кросненском и Лимановском сражениях разбил 3-ю и 4-ю австро-венгерские армии. В этих боях его войска взяли в плен 48 тысяч пленных, 17 орудий и 119 пулемётов.
В феврале 1915 года в сражении у Болигрод-Лиски сорвал попытки противника деблокировать свои войска, осаждённые в крепости Перемышль, взяв в плен 130 тысяч человек. В марте овладел главным Бескидским хребтом Карпатских гор и к 30 марта завершил операцию по форсированию Карпат. Германские войска сковали в тяжелейших боях у Казювки его войска и, тем самым, предотвратили наступление русских войск в Венгрию.

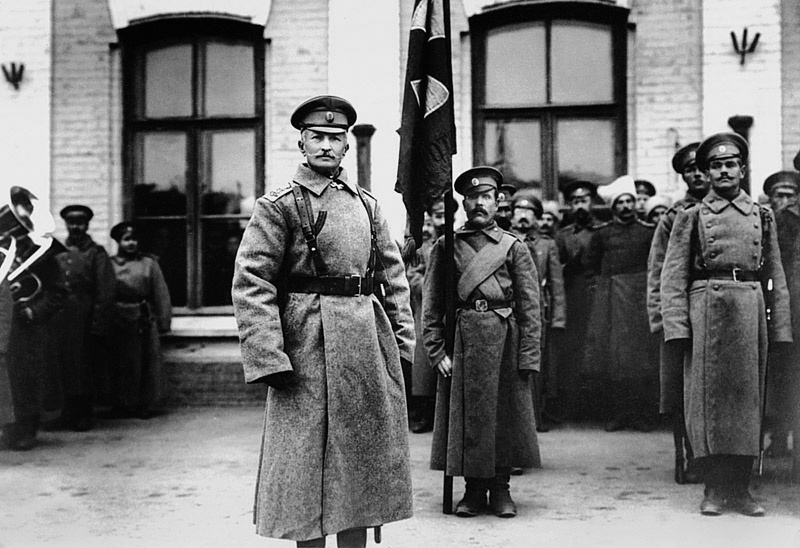
Первая мировая война. Генерал А. А. Брусилов на станции Ровно. Октябрь 1915 г.

#### Позиционные бои 1915 года
Когда весной 1915 года разразилась катастрофа — Горлицкий прорыв и тяжёлое поражение русских войск — Брусилов начал организованное отступление армии под постоянным напором неприятеля и вывел армию к реке Сан. В ходе сражений у Радымно, на Городокских позициях противостоял противнику, имевшему абсолютное преимущество в артиллерии, в особенности тяжёлой. 9 июня 1915 года был оставлен Львов. Армия Брусилова отходила на Волынь, успешно обороняясь в Сокальском сражении от войск 1-й и 2-й австро-венгерских армий и в сражении на реке Горынь в августе 1915 года.
Активно действовал в Ровенской операции. В начале сентября 1915 года в сражении при Вишневце и Дубно нанёс поражение противостоящим ему 1-й и 2-й австро-венгерским армиям. 10 сентября его войска взяли Луцк, а 5 октября — Чарторыйск.

#### Депортации немцев
Летом и осенью 1915 года по личному ходатайству Брусилова предпринимались многократные попытки расширить в географическом и численном отношениях масштабы депортаций местного немецкого населения западнее Сарн, Ровно, Острога, Изяслава. С 23 октября 1915 года проводилась высылка до сих пор остававшихся на своих местах по решению Особого совещания таких категорий немцев-колонистов как старики старше 60 лет, вдовы и матери погибших на фронте, инвалиды, слепые, калеки. По утверждению Брусилова, они «несомненно, портят телеграфные и телефонные провода». 20 тысяч человек высылалось в 3-дневный срок.

#### Брусиловский прорыв
С 17 марта 1916 года — главнокомандующий армиями Юго-Западного фронта.

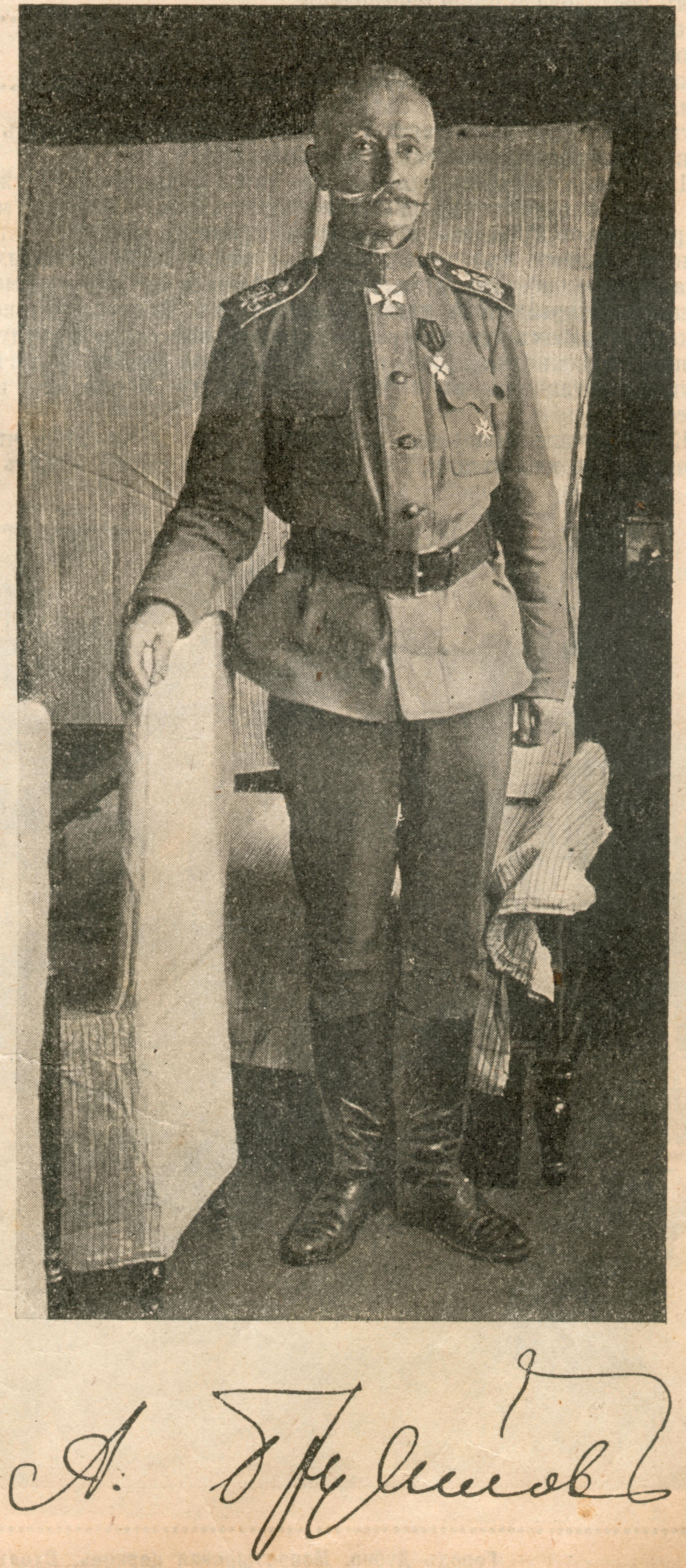
Автограф Брусилова (1916)

В июне 1916 года провёл успешное наступление Юго-Западного фронта, применив при этом неизвестную ранее форму прорыва позиционного фронта, заключавшуюся в одновременном наступлении всех армий. Главный удар был намечен на участке одной из четырёх армий, входивших в состав фронта, но подготовка велась во всех четырёх армиях и при том по всему фронту каждой из них. Основная идея обмана — заставить противника ожидать атаки на всем протяжении фронта и этим лишить его возможности угадать место действительного удара и принять своевременные меры к его отражению. По всему фронту, растянувшемуся на несколько сот километров, рыли окопы, ходы сообщения, пулемётные гнезда, строили убежища и склады, прокладывали дороги, сооружали артиллерийские позиции. О месте действительного удара знали только командующие армиями. Подвозившиеся для усиления войска не выводились на передовые линии до самых последних дней. Для ознакомления с местностью и расположением противника от вновь прибывающих частей разрешалось высылать вперёд лишь небольшое количество начальствующих лиц и разведчиков, солдат и офицеров продолжали увольнять в отпуска, чтобы даже таким путём не обнаружить близости дня наступления. Отпуска были прекращены лишь за неделю до атаки, без объявления об этом в приказе. Главный удар в соответствии с планом, разработанным Брусиловым, был нанесён 8-й армией под командованием генерала А. М. Каледина в направлении города Луцка. Прорвав фронт на 16-километровом участке Носовичи — Корыто, русская армия 7 июня заняла Луцк, к 10 июня вышла к Карпатам, а 15 июня разгромила 4-ю австро-венгерскую армию эрцгерцога Иосифа Фердинанда и продвинулась на 65 км.
Эта операция вошла в историю под названием Брусиловский прорыв (также встречается под первоначальным названием Луцкий прорыв). За успешное проведение этого наступления А. А. Брусилов большинством голосов Георгиевской Думы при Ставке Верховного Главнокомандующего был представлен к награждению орденом Святого Георгия 2-й степени. Однако Император Николай II не утвердил представления, и А. А. Брусилов, наряду с генералом А. И. Деникиным, был награждён Георгиевским оружием с бриллиантами.
Летом 1916 г. в интервью корреспонденту генерал отметил, что победа Антанты гарантирована — и война могла закончиться в августе 1917 года.

#### Неудачи осени 1916-го
В начале сентября 1916 года Брусилов предпринял очередное наступление в направлении Ковеля, не посчитавшись с рекомендациями Ставки и неблагополучно складывавшейся стратегической обстановкой — часть военных специалистов считали более перспективным Владимир-Волынское направление. Наступление закончилось неудачно: за два месяца боёв русская армия потеряла 450 тыс. человек, а к концу октября 1916 г. потери превысили миллион человек.

#### Революционные годы

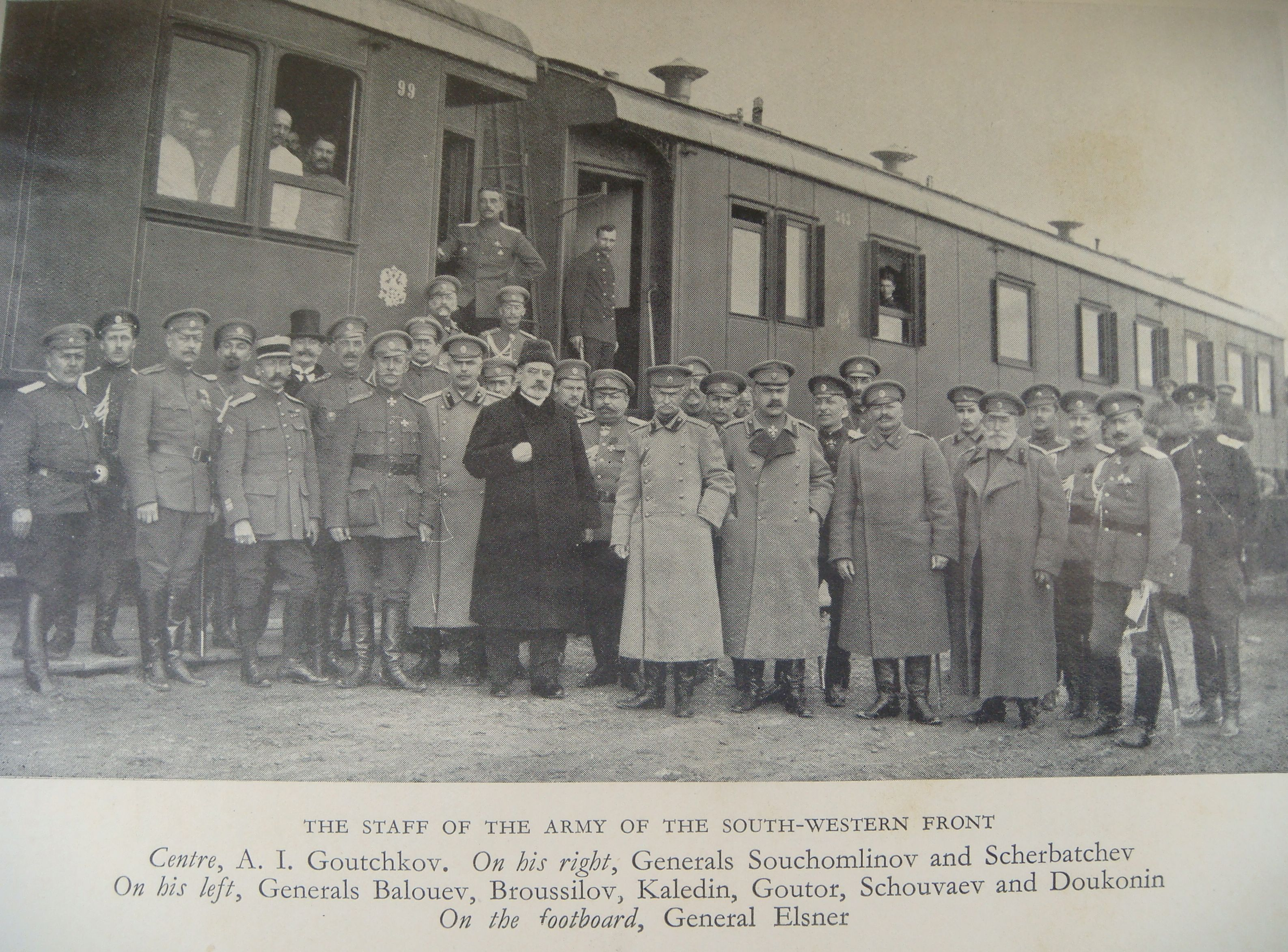
Чины Штаба Юго-Западного фронта вместе с военным министром А. И. Гучковым

Брусилов был одним из членов так называемой «военной ложи», способствовавшей отстранению императора от власти. Во время Февральской революции поддержал смещение Николая II и приход к власти Временного правительства. Был горячим сторонником создания так называемых «ударных» и «революционных» частей. Так, 22 мая 1917 года Брусилов отдаёт приказ по фронту № 561, в котором говорилось:

Для поднятия революционного наступательного духа армии является необходимым сформирование особых ударных революционных батальонов, навербованных из волонтёров в центре России, чтобы этим вселить в армии веру, что весь русский народ идёт за нею во имя скорого мира и братства народов с тем, чтобы при наступлении революционные батальоны, поставленные на важнейших боевых участках, своим порывом могли бы увлечь за собой колеблющихся.

Раненый генерал Брусилов, у постели — его супруга

А. А. Брусилов — инициатор создания ударных батальонов (нового типа) и частей смерти русской армии из фронтовиков-добровольцев, готовых умереть во имя победы над врагом — сначала мужских, а затем и женских. Таким образом генерал пытался воодушевить армию, не желавшую воевать. Верховный главнокомандующий генерал М. Алексеев отнёсся к этой идее скептически, разложение армии стало необратимым.
22 мая 1917 года назначен Временным правительством Верховным главнокомандующим вместо генерала Алексеева. После провала июньского наступления Брусилова сняли с поста Верховного главнокомандующего и заменили генералом Корниловым.
После отставки проживал в Москве. Во время октябрьских боёв между красногвардейцами и юнкерами был случайно ранен осколком снаряда, попавшего в его дом. Генерал до июля 1918 года лечился в госпитале. В августе ЧК арестовала его. Генерал два месяца находился на гауптвахте Московского Кремля. Зимой 1918 года настоял, чтоб его сын, А. А. Брусилов-младший, вступил в РККА. В 1920 году его сын погиб. Он был взят в плен белой армией генерала Деникина во время наступления на Москву и позже казнён. Возможно, именно смерть сына подтолкнула тяжело больного Брусилова вступить в РККА.

### В РККА

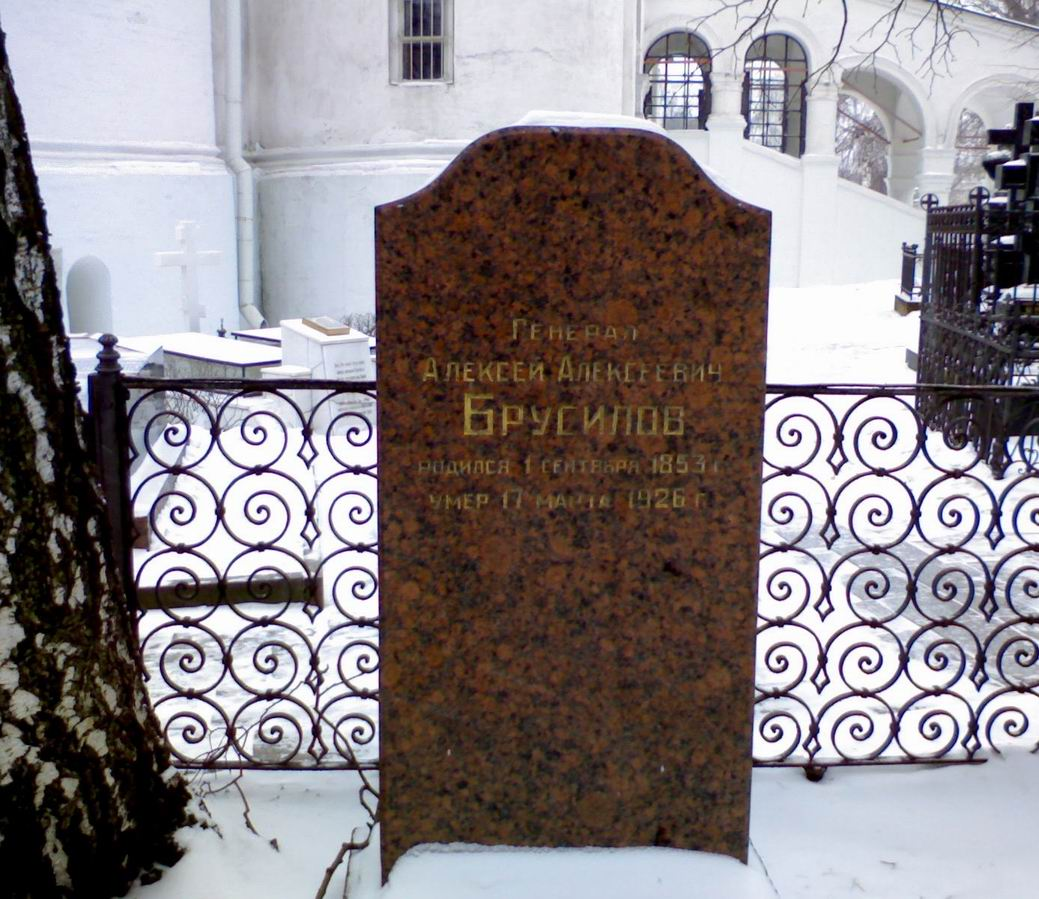
Могила А. А. Брусилова на территории Новодевичьего монастыря.

С 1920 года в Красной армии. С мая 1920 года возглавлял Особое совещание при главнокомандующем всеми вооружёнными силами Советской Республики, вырабатывавшее рекомендации по укреплению Красной армии. В сентябре 1920 года совместно с М. И. Калининым, В. И. Лениным, Л. Д. Троцким и С. С. Каменевым подписал воззвание к офицерам армии барона Врангеля. В воззвании содержался призыв к прекращению Гражданской войны и гарантировалась амнистия всем, переходящим на сторону советской власти.
«Обращение Брусилова» многими из противников советской власти было воспринято как предательство: «Изменил России, предал народ Брусилов! — так сколько же за ним пойдёт слабых и колеблющихся? Насколько это воззвание произвело на непримиримых страшное и подавляющее впечатление, — в такой же противоположной мере сильно это подействовало на колеблющиеся массы».
С 1921 года Алексей Алексеевич — председатель комиссии по организации допризывной кавалерийской подготовки. В 1923—1924 годах — инспектор кавалерии РККА. С 1924 года состоял при Реввоенсовете для особо важных поручений.
А. А. Брусилов скончался 17 марта 1926 года в Москве от паралича сердца в возрасте 72 лет. Похоронен со всеми воинскими почестями у стен Смоленского собора Новодевичьего монастыря. Могила находится неподалеку от могилы А. М. Зайончковского, который похоронен с противоположной стороны собора.

## Семья
Отец — Алексей Николаевич Брусилов (1787—1859), русский военачальник, генерал-майор.
Мать — Мария-Луиза Антоновна Брусилова (в девичестве — Нестоемская) (1825—?), была полькой и происходила из семьи коллежского асессора А. Нестоемского.
Брат — Борис Алексеевич Брусилов (1855—1918) — участник Русско-турецкой войны 1877—1878 и Ахалтекинской экспедиции 1880—1881 годов, владелец усадьбы Глебово-Брусилово.
Брат — Лев Алексеевич Брусилов (1857—1909) — служил во флоте, участвовал в Русско-турецкой войне 1877—1878 годов, умер в 1909 году в чине вице-адмирала;
- Племянник — Георгий Львович Брусилов (1884—1914), российский исследователь Арктики, лейтенант флота. Возможно, один из прототипов Ивана Львовича Татаринова в романе «Два капитана» В. А. Каверина.

Первая супруга (в браке с 1884 по 1908) — Анна Николаевна фон Гагемейстер (28.08.1861 — 19.07.1908), дочь представителя старинного германского рода Людвига Магнуса Николая фон Гагемейстера (07.09.1810 — 26.02.1874) и Марии Михайловны Патриной (08.11.1829 — 08.08.1912).
- Сын — Алексей Алексеевич Брусилов младший (1887—1920), офицер лейб-гвардии Конно-гренадерского полка. В августе 1918 года арестован ВЧК и полгода находился в тюрьме. С 1919 года — в Красной армии, командир кавалерийского полка. По одним данным, попал в плен к дроздовцам и был расстрелян, по другим — в плену поступил рядовым стрелком в Белую армию, заболел тифом и скончался в Ростове-на-Дону[19].

Вторая супруга — Надежда Владимировна Брусилова-Желиховская (1864—1938), дочь писательницы Веры Желиховской. Оставила обширную переписку с супругом и мемуары, опубликованные в эмиграции.

## Мемуары
Брусилов оставил после себя мемуары под названием «Мои воспоминания», посвящённые преимущественно своей службе в русской армии и Советской России. Первую их часть, охватывающую период до 1917 года, он завершил в 1922 году, издана она была в 1929 году.
Над второй частью он работал до последних дней жизни и они остались неоконченными. Вдова Н. В. Брусилова-Желиховская покинула Советскую Россию в 1930 году, при этом вывезла весь архив А. А. Брусилова и рукопись воспоминаний, которые были переданы ею в Русский заграничный исторический архив (РЗИА) в Праге в 1932 году. Он затрагивает описание его жизни после Октябрьской революции и носит резкий антибольшевистский характер. Эта часть воспоминаний была продиктована Брусиловым жене на лечении в Карловых Варах в 1925 году. По завещанию, подлежала обнародованию только после смерти автора.
После 1945 года рукопись второго тома была передана в СССР. Резко отрицательная оценка большевистского режима во втором томе привела к тому, что в 1948 году в СССР было прекращено издание сборника «А. А. Брусилов» и его имя изъято из путеводителя Центрального государственного военного архива:

В рукописи «Воспоминаний», которую мы получили в архив, написанной рукой жены Брусилова (Н. Брусиловой) и подписанной собственноручно А. Брусиловым в период пребывания его и жены в Карлсбаде в 1925 году, содержатся резкие выпады против большевистской партии, лично против В. И. Ленина и других руководителей партии (Дзержинский), против Советской власти и советского народа, не оставляющие сомнения в двурушничестве генерала Брусилова и его контрреволюционных взглядах, не покидавших его до самой смерти.
— Начальник ЦГВИА СССР майор Шляпников
Советские издания «Воспоминаний» (1929; Воениздат: 1941, 1943, 1946, 1963, 1983) не включают 2-й том, а 1-й том подвергнут цензуре в местах, касающихся идеологических вопросов. Тем не менее, после 1948 г. имя генерала Брусилова продолжало появляться в советских справочно-энциклопедических изданиях.
В 1961—1962 годах Главное архивное управление при Совете Министров СССР инициировало лингвистическую и графологическую экспертизу рукописи второго тома, согласно которой авторство рукописи принадлежало вдове Брусилова, Надежде Владимировне Брусиловой-Желиховской, которая таким образом пыталась оправдать мужа перед белоэмиграцией, приписав ему антисоветские взгляды. В настоящее время данный вывод экспертизы оспаривается исследователями, а Н. В. Брусилова-Желиховская связей с эмигрантскими кругами никогда не поддерживала. После признания второго тома подделкой в СССР вышли в свет новые научные публикации о генерале Брусилове, в том числе первая научная монография о нём, а в 1980 г. Алексею Алексеевичу было посвящено биографическое издание из серии «Жизнь замечательных людей». В 1989—1990 годах в «Военно-историческом журнале» опубликованы фрагменты второго тома воспоминаний А. А. Брусилова, а затем вышло в свет и полное издание воспоминаний А. А. Брусилова, включающее 2-й том.
Петербургский историк А. В. Смолин проделал тщательный анализ публикаций о военачальнике, сделав вывод об их идеологической ангажированности и указав на необходимость серьезного источниковедческого анализа второй части его воспоминаний. Он указал на массу несоответствий фактов и оценок, отраженных в мемуарах генерала и в документах. Комплексный критический анализ уже опубликованных сведений о Брусилове, его воспоминаний с привлечением новых архивных данных помогут создать полноценные работы о полководце, считает Смолин.

## Военные чины и звания
- Прапорщик — 17 июля 1872 года
- Поручик — 2 апреля 1874 года
- Штабс-капитан — 29 октября 1877 года, со старшинством с 1 августа 1877 года
- Капитан — 15 декабря 1881 года, переименован в ротмистры — 18 августа 1882 года
- Ротмистр гвардии — со старшинством с 30 августа 1887 года
- Переименован в подполковники — 9 февраля 1890 года, со старшинством с 30 августа 1887 года
- Полковник — 30 августа 1892 года
- Генерал-майор — 6 мая 1900 года, со старшинством с 6 декабря 1900 года
- Генерал-лейтенант — 6 декабря 1906 года
- Генерал от кавалерии — 6 декабря 1912 года
- Генерал-адъютант — 10 апреля 1915 года

## Награды
Российские:
- Орден Святого Станислава 3-й степени с мечами и бантом (01.01.1878)
- Орден Святой Анны 3-й степени с мечами и бантом (16.03.1878)
- Орден Святого Станислава 2-й степени с мечами (03.09.1878)
- Орден Святой Анны 2-й степени (03.10.1883) — «за отличия по службе награждён вне правил»
- Орден Святого Владимира 4-й степени (06.12.1895)
- бухарский Орден Благородной Бухары 2-й степени (1896)
- Орден Святого Владимира 3-й степени (06.12.1898)
- Орден Святого Станислава 1-й степени (06.12.1903)
- Орден Святой Анны 1-й степени (06.12.1909)
- Орден Святого Владимира 2-й степени (16.03.1913)
- Орден Святого Георгия 4-й степени (23.08.1914) — «за бои с австрийцами, результатом коих было взятие 21-го сего августа города Галича»
- Орден Святого Георгия 3-й степени (18.09.1914) — «за отбитие атак на Городокскую позицию с 24-е по 30-е минувшего августа»
- Орден Белого орла с мечами (10.01.1915)
- Георгиевское оружие (Выс. пр. 27.10.1915)

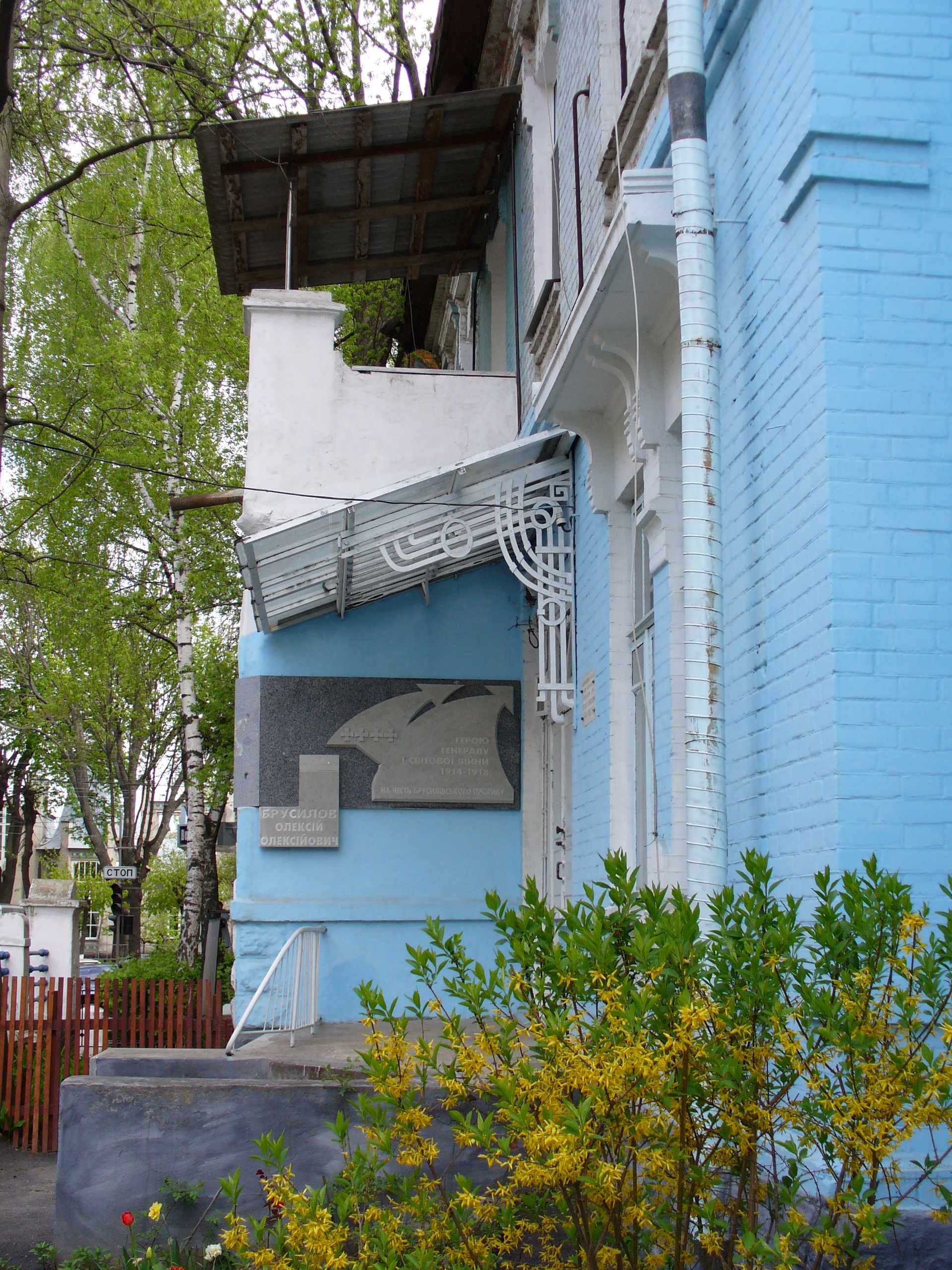
Дом А. А. Брусилова в Виннице

- Георгиевское оружие с бриллиантами: шашка с надписью «За поражение австро-венгерских армий на Волыни, в Буковине и Галиции 22—25 мая 1916 г.»[26] (Выс. пр. 20.07.1916).

Иностранные:
- персидский Орден Льва и Солнца 5-й степени (1874)
- французский Орден Почётного легиона, офицерский крест (1897)
- прусский Орден Красного орла 2-го класса (1898)
- болгарский Орден «За военные заслуги» 2-й степени (1902)
- итальянский Орден Короны Италии, большой офицерский крест (1903)[29]
- персидский Орден Льва и Солнца 1-й степени (1903)
- французский Орден Почётного легиона, командорский крест (1903)
- болгарский Орден «Святой Александр» большой офицерский крест (1906)[29]
- Орден Короны 1-й степени (1908, королевство Пруссия)[29]
- Орден Грифона большой крест (1914, великое герцогство Мекленбург-Шверин)[29]
- французский Орден Почётного легиона, большой офицерский крест (1916)
- французская Воинская медаль для генералов (1916)[30]

## Увековечение памяти

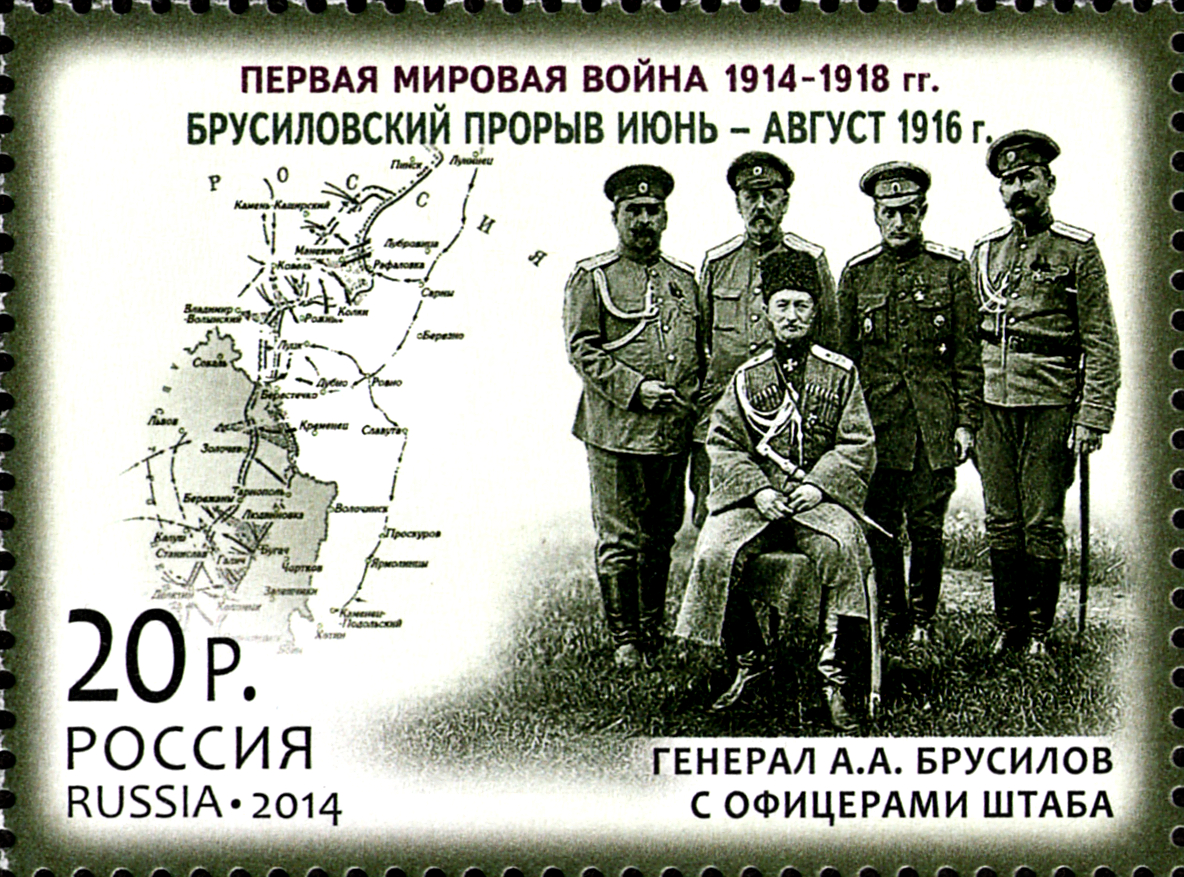
Почта России, 2014. Первая мировая война.

- Почта России, 2014. Первая мировая война.1 декабря 2006 года в Виннице (Украина) на доме № 5 по улице Архитектора Артынова был открыт мемориальный барельеф с изображением командующего Юго-Западным фронтом на фоне схемы Брусиловского прорыва, скульптор Ю. Э. Козерацкий[31].
- 14 ноября 2007 года в Петербурге, в сквере на Шпалерной улице, возле пересечения её с Таврической улицей, установлен четырёхметровый бронзовый монумент Алексея Брусилова (скульптор Ян Нейман, архитектор Станислав Одновалов)[32].
- Улицы, названные в честь Алексея Брусилова, есть в Челябинске, Воронеже и Москве (район Южное Бутово).
- Сквер имени Алексея Брусилова в Санкт-Петербурге на пересечении Таврической и Шпалерной улиц[33].
- Фарфоровая скульптура Алексея Брусилова серии «Герои Первой мировой войны». (Создана в 2013 году. Автор скульптуры Татьяна Белусь, автор росписи Валентина Ширина материал: фарфор, надглазурная роспись, позолота). Скульптурная экспозиция размещена в музее Дулёвского фарфорового завода.

## Галерея

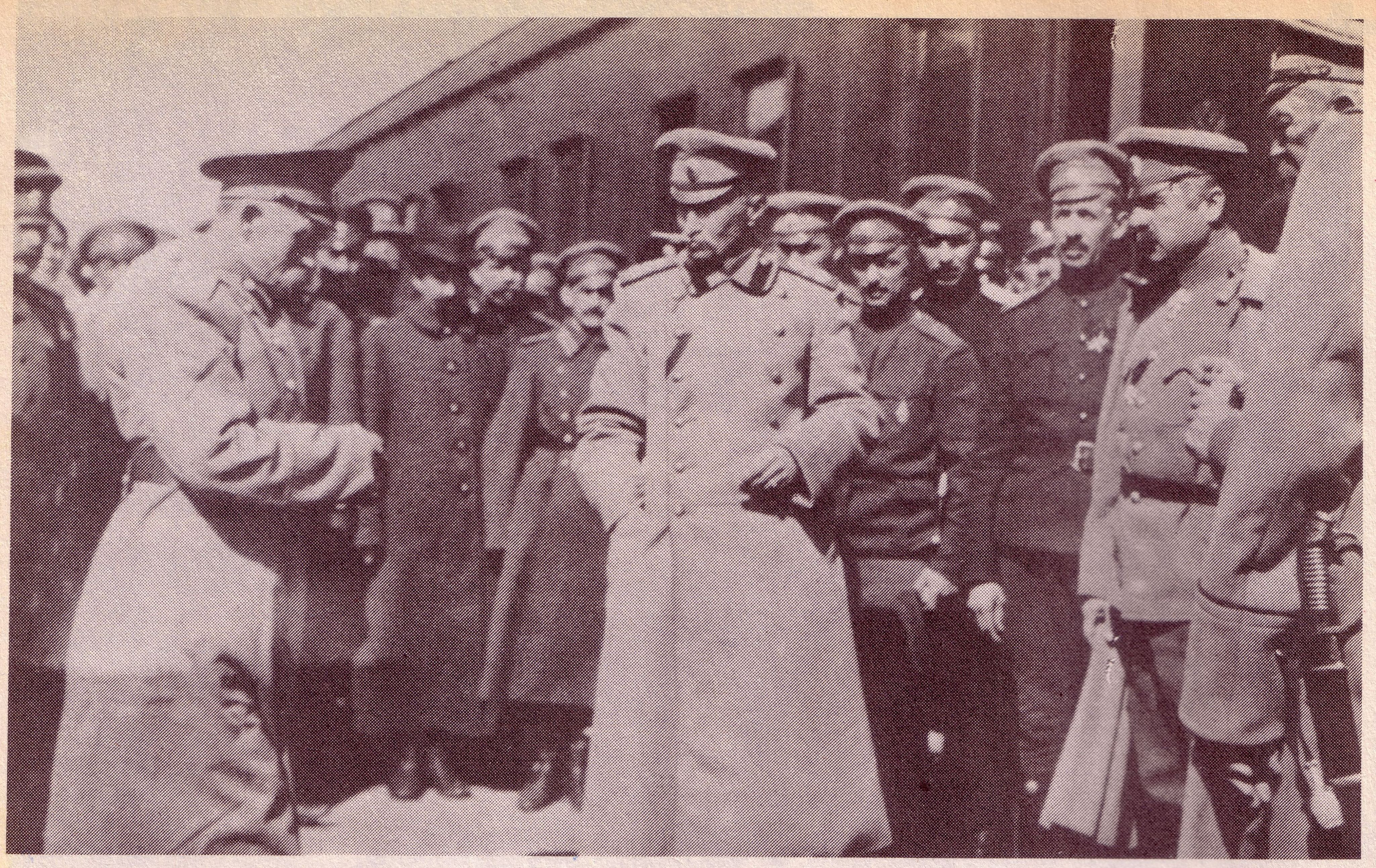
Брусилов на перроне Самбора (1915)
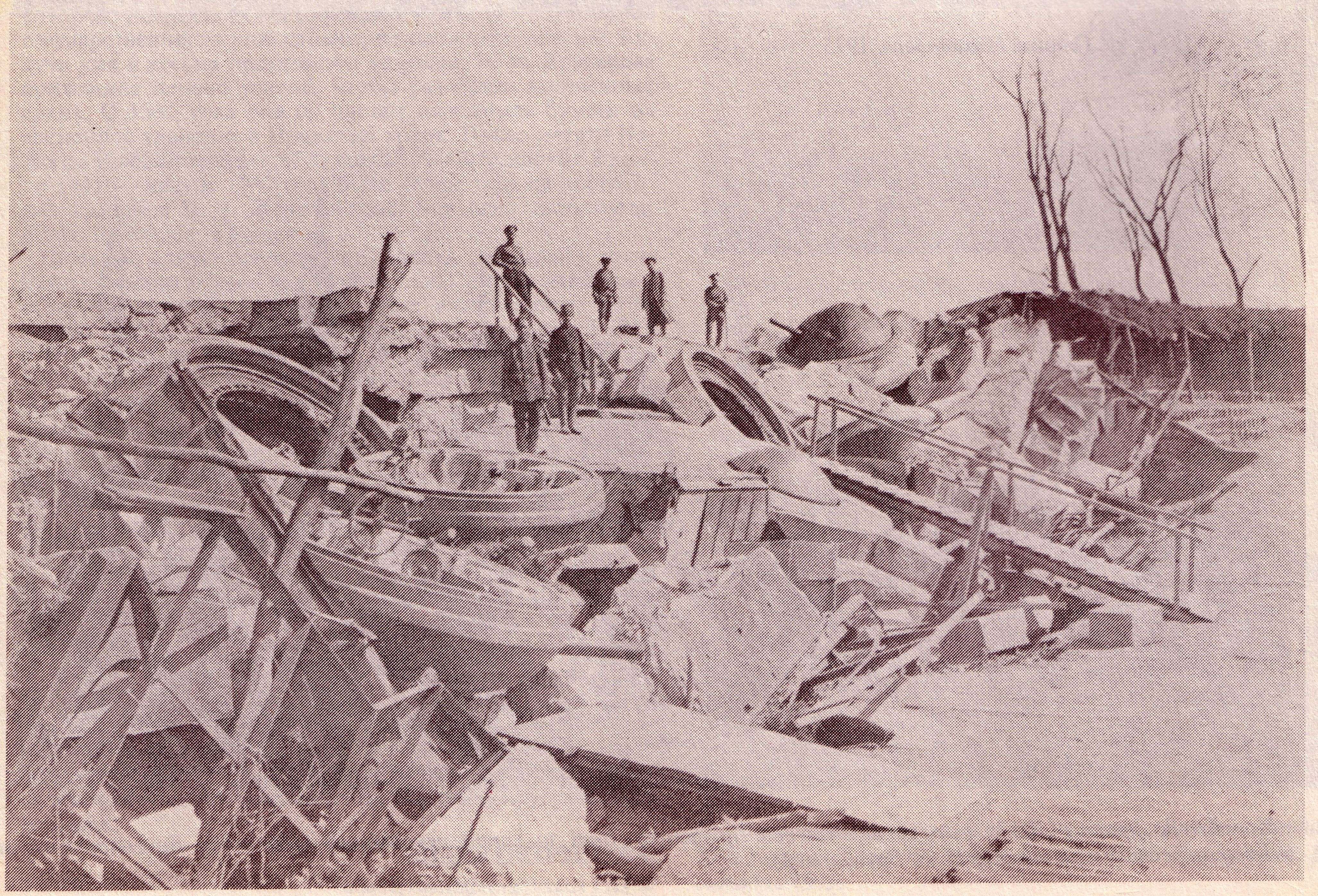
Брусилов на руинах фортов Перемышля (1915)
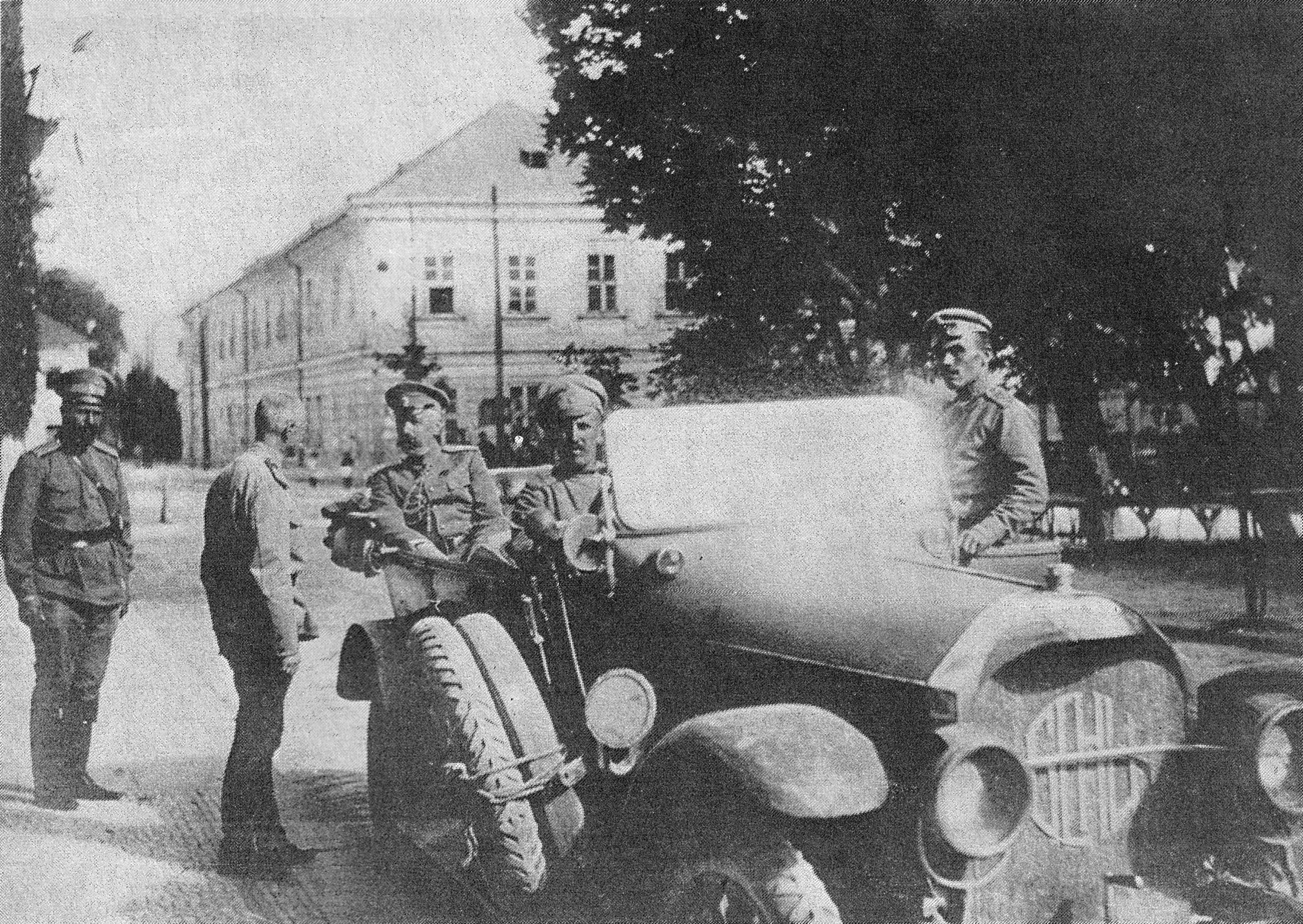
Брусилов и вел. кн. Георгий Михайлович во время Великого отступления (1915)
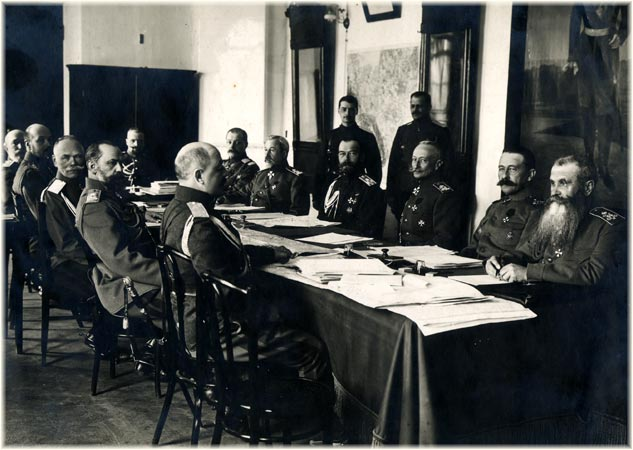
Брусилов на военном совете в Ставке Николая II 1 (14) апреля 1916 года
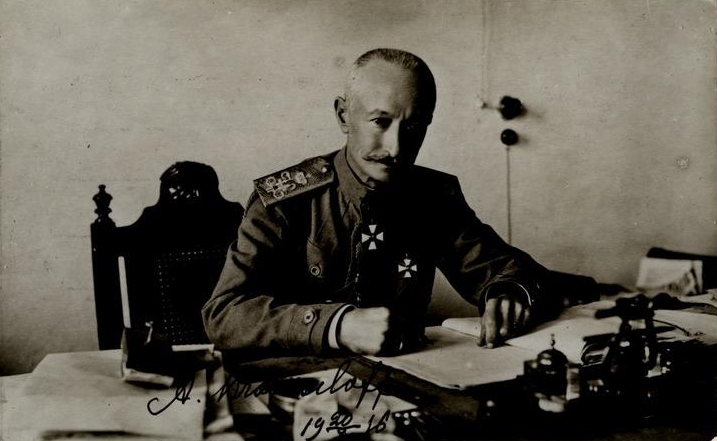
Брусилов в 1916 году

## Избранные сочинения
- Об одиночной подготовке всадника и коня в кавалерии // Военный сборник. 1897, № 9.
- Роль кавалерии в будущих войнах // Вестник русской конницы. 1906, № 1.
- Кавалерийский спорт // Вестник русской конницы. 1906, № 3.
- Мои воспоминания. — М.; Л.: Гос. изд-во. Отдел воен. лит., 1929.
- Воспоминания. — М.: Воениздат, 1963.
- Мои воспоминания. — Минск: Харвест, 2003.